# Geelbuikattila
De geelbuikattila (Attila citriniventris) is een zangvogel uit de familie Tyrannidae (tirannen).

## Verspreiding en leefgebied
Deze soort komt voor in het westelijk Amazonegebied van oostelijk Colombia tot zuidelijk Venezuela, noordoostelijk Peru (Loreto) en westelijk Brazilië.

## Status
De grootte van de populatie is niet gekwantificeerd maar de soort wordt omschreven als schaars en met een versnipperde verspreiding. Op de Rode lijst van de IUCN heeft deze soort de status niet bedreigd.